# Castillo de Matrera

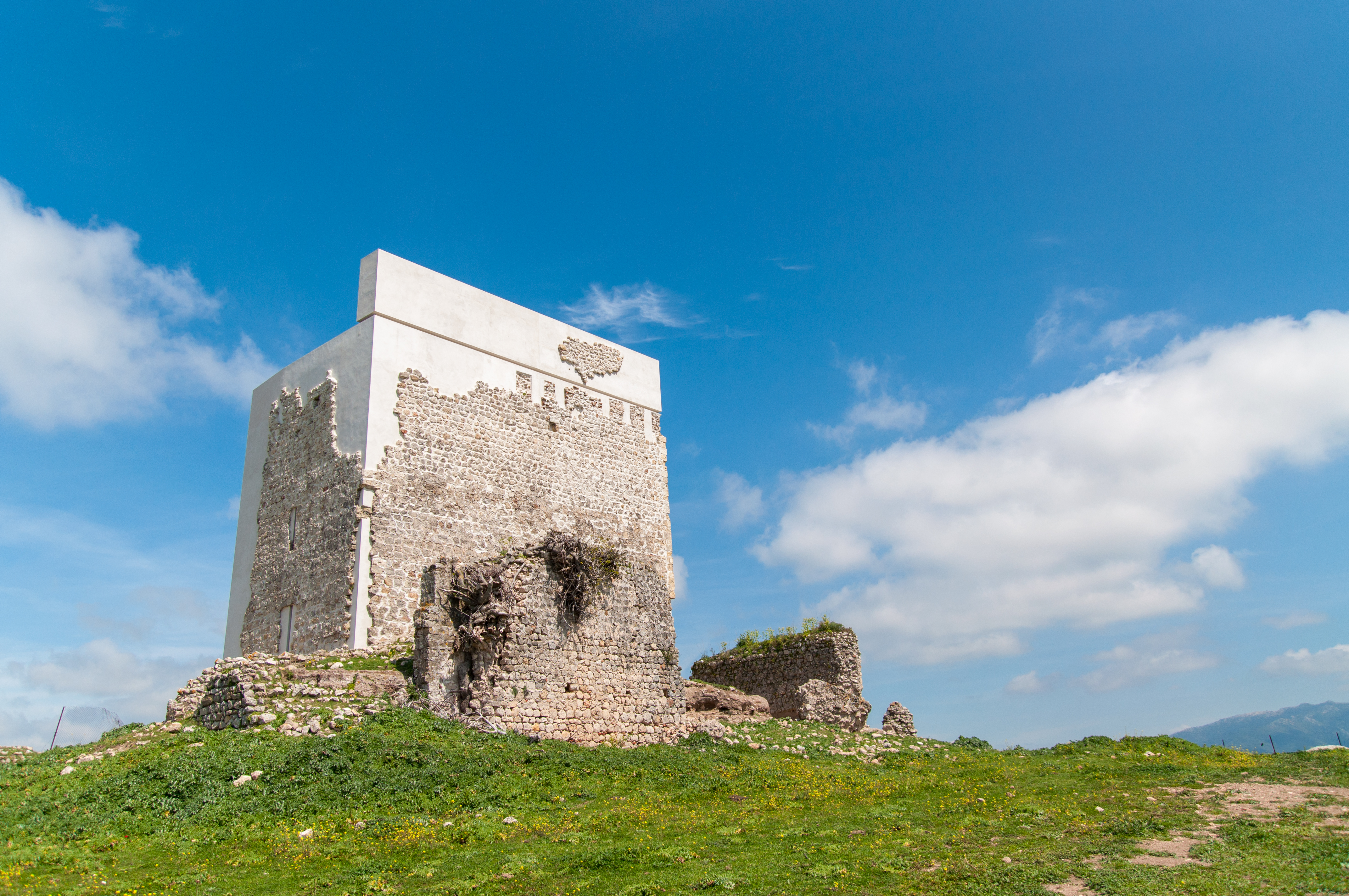
Der heutige Zustand der Burg

Das Castillo de Matrera ist eine Höhenburg aus dem 9. Jahrhundert bei Villamartín, Provinz Cádiz, Spanien.

## Lage
Die Anlage steht auf dem bereits seit der Antike besiedelten Berg Pajarete auf einer Höhe von 523 m ü. NN etwa fünf Kilometer südöstlich von Villamarin.
In ihrer größten Ausdehnung nahm die Spornburg eine Ausdehnung von 180 m in Ost-West-Richtung und 100 m in Nord-Süd-Richtung ein. Eine 500 m lange und bis zu vier Meter dicke Mauer umgab den etwa 1,3 Hektar großen Innenraum. Diesen überragten im Norden der 25 × 15 Meter messende, mehrgeschossige rechteckige Bergfried sowie acht kleinere quadratische Wehrtürme mit einer Grundfläche von jeweils 16 – 25 m². Diese lagen ringsum verteilt an die Mauer vorgelagert angebaut.

## Geschichte
Die Burg wurde im 9. Jahrhundert während des muslimischen Einflusses unter ʿUmar ibn Hafsūn erbaut.
Um 1250 wurde sie von König Ferdinand III. erobert und in der Folgezeit die Umgegend christianisiert. Im frühen 14. Jahrhundert geriet sie nochmals in muslimischen Besitz, bevor sie 1341 unter König Alfons dem Rächer endgültig zur Spanischen Krone kam. In den Jahren 1408 und 1445 wurde die Burg von den Emiren von Granada, Yusuf III. (1408) und Yusuf V. (1445) erfolglos belagert.
Um 1800 wurde die Anlage aufgegeben und verfiel. Die ehemaligen Bewohner zogen in das einen Kilometer südlich liegende, planmäßig angelegte Prado del Rey.
Seit 1949 gilt die gesamte Burganlage als nationales Monument, seit 1985 steht sie unter Denkmalschutz.
Das Gelände ist heute im Privatbesitz und dient überwiegend als Viehweide. Gelegentlich wird es aufgrund der exponierten Lage auch als Hubschrauberlandeplatz genutzt.
2013 beschädigte Starkregen den Turm, der daraufhin teilweise einstürzte. Der Turm wurde zwar aufwändig renoviert, jedoch stößt die Verwendung von auffälligen, nicht denkmalschutzgerechten Baumaterialien auf eine breite Kritik.